# Ichneumon melanocephalos
Ichneumon melanocephalos là một loài tò vò trong họ Ichneumonidae.